# لندمارک (ابوظبی)
لندمارک (انگلیسی: The Landmark) یک آسمان‌خراش فوق‌العاده بلند پسانوگرا در ابوظبی، امارات متحده عربی است. این پروژه با کاربری مختلط دارای ارتفاع ۳۲۴ متر (۱٬۰۶۳ فوت) با ۷۲ طبقه از سطح زمین و پنج طبقه زیرزمین است. ساخت‌وساز بر روی این آسمان‌خراش در اواخر سال ۲۰۰۶ آغاز شد و در سال ۲۰۱۳ به پایان رسید. این دومین ساختمان بلند در ابوظبی پس از برج محمد بن راشد است.